# Shaved Fish
Shaved Fish – pierwszy kompilacyjny album Johna Lennona. Został wydany 24 września 1975 roku i zawiera wszystkie single, jakie Lennon wydał do tego czasu na amerykańskim rynku muzycznym. Płyta osiągnęła komercyjny sukces zajmując odpowiednio 12. i 5. miejsce na listach przebojów w USA i Wielkiej Brytanii. Album wydany został na dwa tygodnie przed narodzinami syna Johna - Seana - i jego odejściem ze świata muzyki i show-biznesu tym spowodowanym. Na płycie znalazła się większość najpopularniejszych piosenek artysty, z których 5 wcześniej nie pojawiło się na żadnym albumie studyjnym.

## Lista utworów
Wszystkie piosenki napisane przez Johna Lennona, poza zaznaczonymi.
| 1.  | „Give Peace a Chance” (Lennon/McCartney)                                                                      | 0:58  |
|     | |       |
| 2.  | „Cold Turkey”                                                                                                 | 5:01  |
|     | |       |
| 3.  | „Instant Karma!”                                                                                              | 3:21  |
|     | |       |
| 4.  | „Power to the People”                                                                                         | 3:21  |
|     | |       |
| 5.  | „Mother” | 5:03  |
|     | |       |
| 6.  | „Woman is the Nigger of the World” (John Lennon/Yoko Ono)                                                     | 4:37  |
|     | |       |
| 7.  | „Imagine” | 3:02  |
|     | |       |
| 8.  | „Whatever Gets You Thru the Night”                                                                            | 3:03  |
|     | |       |
| 9.  | „Mind Games”                                                                                                  | 4:12  |
|     | |       |
| 10. | „#9 Dream” | 4:47  |
|     | |       |
| 11. | „Medley: Happy Xmas (War Is Over) /Give Peace a Chance (reprise)” (John Lennon/Yoko Ono) / (Lennon/McCartney) | 4:15  |
|     | |       |
|     | | 41:40 |
|     | |       |